# Tanjug
Tanjug (pronunciado /tañug/ en español; acrónimo de Telegrafska agencija nove Jugoslavije) es una agencia de noticias de Serbia.
Fue la agencia de noticias partisana durante la Segunda Guerra Mundial. Tras la guerra, Tanjug fue la agencia de noticias de la República Democrática Federal de Yugoslavia, República Federal Popular de Yugoslavia y República Federativa Socialista de Yugoslavia. Tras la disolución de Yugoslavia, pasó a ser una agencia de la República Federal de Yugoslavia, de Serbia y Montenegro y, finalmente, de la República de Serbia desde 2006.
En 2015, el Gobierno de Serbia emitió una ley que significaba el cese en los servicios de Tanjug como empresa pública, poniendo en marcha su privatización.

## Historia
Fundada en noviembre de 1943 como la agencia oficial de noticias de Yugoslavia, su nombre es el acrónimo de su denominación original Telegrafska agencija nove Jugoslavije (Agencia Telegráfica de la Nueva Yugoslavia). En su fundación intervinieron importantes dirigentes partisanos, siendo Moša Pijade su principal impulsor. El primer director fue Vladislav Ribnikar, y sus primeras publicaciones se llevaron a cabo con una máquina de escribir, un radiotransmisor y una máquina de duplicación Gestetner.
Tanjug mantuvo una estrecha colaboración con la agencia soviética TASS hasta la ruptura Tito-Stalin de 1948, tras la cual su estilo se liberó de la influencia de la URSS.
Desde 1975 hasta mediados de la década de 1980, Tanjug tuvo un papel principal en el Pool de las Agencias de Prensa No-Alineadas (NANAP), un grupo colaborador de agencias de noticias del Movimiento de Países No Alineados. Los profesionales yugoslavos ayudaron a equipar y capacitar a periodistas y técnicos en otros países del movimiento, principalmente en África y el sur de Asia.
El 31 de octubre de 2015, según apareció en distintos medios de comunicación, Tanjug cesaba sus operaciones debido a problemas financieros. Poco después, el secretario de Estado del Ministerio de Cultura e Información finalmente disipó estos rumores, pero reconoció las dificultades y dijo que una asociación público-privada podría ser la solución al problema. Desde entonces, la mayoría de sus empleados están trabajando en contratos a tiempo parcial y su futuro no ha sido garantizado.